# Powłoki metaliczne
Powłoki metaliczne – warstwy metalu na powierzchni wyrobu, służące do jego ochrony przed korozją lub do celów ozdobnych. Nakłada się je różnymi metodami technologicznymi, np. metodą:
- elektrolityczną – pokrywanie złotem, srebrem, miedzią, niklem, chromem, cyną, cynkiem
- ogniową – powlekanie metalu w kąpielach stopionego metalu ochronnego (cynk, cyna, ołów, glin)
- chemiczną – z użyciem bezprądowych kąpieli lub natrysku soli wraz z reduktorem
- dyfuzyjną – nasycanie powierzchni stopu przez dyfuzję atomów metali (lub niemetali) poprzez zewnętrzną warstwę metalu, np. tytanowanie, aluminiowanie, wanadowanie, borowanie, chromoaluminiowanie (również: nawęglanie, azotowanie, węglotytanowanie); proces prowadzony w czasie obróbki cieplno–chemicznej stopów (np. stali)[1]
- platerowania – nakładanie, z użyciem nacisku (np. walcowanie, metoda wybuchowa), powłok z takich metali jak np. srebro, miedź, glin[2][3]